# Мейер, Хан
Йохан Х. (Хан) Мейер (нидерл. Johan H. "Han" Meijer; родился 2 июня 1945 года) — нидерландский футболист, игравший на позиции защитника, выступал за команды «Аякс», «Харлем» и «Де Волевейккерс».

## Клубная карьера
Хан Мейер начинал футбольную карьеру в амстердамском «Аяксе». В августе 1965 года 20-летний защитник был заявлен за основной состав. В чемпионате Нидерландов он впервые сыграл 22 мая 1966 года, появившись на замену в матче против «Элинвейка». Мейер вступил в игру на 46-й минуте, заменив Пита Кейзера. В заключительном матче чемпионата амстердамцы на выезде сыграли вничью 3:3, хотя после первого тайма они вели со счётом 0:3.
В июне Хан ещё дважды выходил на поле в основном составе — в товарищеских матчах против «Черно море» и сборной Испании. В июле 1966 года он был выставлен на трансфер, однако защитник покинул команду лишь год спустя. В июле 1967 года Мейер подписал контракт с «Харлемом», и помимо него, клуб усилился ещё тремя игроками «красно-белых»: де Волфом, Бомгардом и Дриссеном.